# Jerusa Santos
Jerusa Geber dos Santos (conocida también como Jerusa Santos, 26 de abril de 1982) es una deportista brasileña que compitió en atletismo adaptado especialista en 100 m planos, 200 m planos y 400 m planos.
Ha sido parte del conjunto femenino de atletismo adaptado brasileño que ha participado en varios Juegos Paralímpicos. Alcanzó la medalla de bronce en los Juegos Paralímpicos de Pekín 2008 en la categoría T11 con un tiempo de 26s09 en los 200 m planos; por otro lado, en los Juegos Paralímpicos de Londres 2012 recibió la medalla de plata en la misma disciplina y en los 100 m planos.
A nivel panamericano, ganó dos preseas de plata en los 100 m y 100 m planos de los Juegos Parapanamericanos de 2011 realizados en Guadalajara.